# Vertrauensschadenversicherung
Eine Vertrauensschadenversicherung (VSV) schützt Unternehmen vor Vermögensschäden aus unerlaubten Handlungen, die von Betriebsangehörigen oder sonstigen Vertrauenspersonen des Unternehmens begangen werden.

## Umfang
Zum Versicherungsumfang gehören Schäden aus Betrug, Unterschlagung, Diebstahl, Untreue, Sachbeschädigung, Sabotage oder andere vorsätzliche unerlaubte Handlungen, die nach § 823 BGB zum Schadensersatz verpflichten. Ersetzt werden in der Regel sowohl Schäden, die dem Unternehmen selbst entstehen, als auch Schäden, die Dritten zugefügt werden. Auch Schäden aus erfolgreichen CEO-Fraud-Angriffen können durch die Police abgedeckt sein. Bei der Vertrauensschadenversicherung handelt es sich im weiteren Sinne um eine Kreditversicherung.

## Problematik
Laut der Polizeilichen Kriminalstatistik kam es im Jahre 2006 in Deutschland zu insgesamt mehr als einer Million Schadensfällen mit einer Gesamtschadenssumme von 4 Milliarden Euro. Die Euler Hermes Kreditversicherung schätzt, dass davon ca. 40 % von Mitarbeitern der betroffenen Unternehmen verursacht wurden. Nach einer Umfrage von Ernst & Young beläuft sich die Quote sogar auf rund 50 %.

## Hohe Dunkelziffer
Viele Unternehmen befürchten durch das Bekanntwerden solcher Veruntreuungen Imageschäden. Aus diesem Grunde wird ein Großteil der Fälle nicht publik gemacht. Die deutschen Versicherungsgesellschaften und Unternehmensberatungsinstitute schätzen die Dunkelziffer auf etwa 50 %.

## Gründe für Veruntreuungen
Nach Einschätzungen der Versicherer führen größer werdende materielle Engpässe und ein steigender Werteverlust zu sinkender Loyalität gegenüber dem Unternehmen. Zugleich führen Umstrukturierungen, Fusionen, zunehmende Anonymisierung oder schlankes Management (lean management) vermehrt zu Sicherheitslücken, die die unerlaubten Handlungen erst möglich machen.

## Kritik an der Vertrauensschadenversicherung
Angesichts zunehmender und immer größerer Schäden durch Mitarbeiterkriminalität und CEO-Fraud versagen Vertrauensschadenversicherer geschädigten Unternehmen mitunter die Deckung oder kommen nur für einen Teil des Schadens auf. Die Versicherer argumentieren, das geschädigte Unternehmen (bzw. dessen Repräsentanten) hätte vertragliche Obliegenheiten zur Schadenverhütung verletzt.
Auch tragen Versicherer regelmäßig vor, das Unternehmen hätte den Schadenfall durch Mängel im Compliance-System grob fahrlässig mit herbeigeführt, so dass der Versicherer seine Zahlung reduzieren könne (nach § 81 Abs. 2 Versicherungsvertragsgesetz). Dieser Argumentation zufolge lege bereits der Eintritt eines Schadens nahe, dass Compliance-Maßnahmen nicht ausreichend waren – ein Zirkelschluss, denn bei stets ausreichenden Überwachungs- und Kontrollmaßnahmen im Unternehmen wäre eine Versicherung gegen die Folgen von Compliance-Verstößen überflüssig.